# I Like (Keri Hilson)
I Like è un brano musicale della cantante statunitense Keri Hilson. Scritto e prodotto da David Jost e Robin Grubert, il brano è stato registrato in Germania per la colonna sonora del film tedesco Zweiohrküken del 2009. Il brano è stato pubblicato nell'edizione speciale dell'album In a Perfect World... intitolata I Like Edition. Il singolo ha debuttato alla prima posizione della classifica tedesca e ha venduto 150 000 copie nel primo mese.

## Video musicale
Il video del brano è stato girato nel mese di ottobre 2009 ed è stato pubblicato il 20 novembre 2009.

## Classifiche
| Classifica (2009/2010) | Posizione raggiunta |
| ---------------------- | ------------------- |
| Austria                | 2                   |
| Belgio (Flanders)      | 37                  |
| Belgio (Wallonia)      | 60                  |
| Danimarca              | 30                  |
| European Hot 100       | 9                   |
| Germania               | 1                   |
| Norvegia               | 3                   |
| Polonia (ZPAV)         | 1                   |
| Regno Unito            | 34                  |
| Repubblica Ceca        | 9                   |
| Slovacchia             | 1                   |
| Svizzera               | 5                   |
| Svezia                 | 46                  |

## Tracce
Singolo Germania
1. "I Like" (Jost & Grubert Radio Mix) - 3:38
2. "I Like" (Manhattan Clique Remix)

Download digitale Australia è Regno Unito
1. "I Like" (Jost & Grubert Radio Edit) - 3:38